# Cryptorchid
«Cryptorchid» —en español: «Criptorquidia»— es la sexta canción del álbum de estudio Antichrist Superstar, perteneciente a la banda de metal industrial estadounidense Marilyn Manson. A pesar de que no había sido planeado para ser lanzada como sencillo, "Cryptorchid" alcanzó el puesto #20 en las listas de música de Alemania y un video musical fue producido para la canción.

## Video musical
El video musical para la canción fue dirigido por Elias Merhige y codirigido por Manson. En 1996, Merhige fue contactado por Marilyn Manson en lo que respecta a la producción de un video musical de "Cryptorchid", luego de haber visto la película de terror experimental Begotten de Merhige. Manson y Merhige se reunieron en Los Ángeles, California, donde iban a producir el vídeo. Merhige también expresó su interés en la filmación de un video para la canción "Antichrist Superstar", que posteriormente sería rechazado por Interscope Records.
El video de "Cryptorchid" utiliza escenas de la película de terror experimental de Merhige, Begotten, con nuevas escenas filmadas que incluyen a Manson para reemplazar la entidad original que se muestra en la película. La sección principal del video incluye a Manson sacando sus propios intestinos y mantenerlos frente a la cámara. Fue destinado a ser proyectado en las actuaciones en directo, durante los cambios de vestuario y los intermedios, pero este plan no fue suficiente ya que la banda no concretó el pago de la proyección en la gira Dead to the World Tour. Las imágenes de muerte y cosas decrépitas rodadas en blanco negro hicieron que el video fuera prohibido en MTV.

## Apariciones
- Aparece en el álbum de estudio Antichrist Superstar.
- Aparece en el sencillo The Beautiful People.

## Versiones
- "Cryptorchid" — Aparece en el álbum Antichrist Superstar y en el sencillo The Beautiful People.
- "Little Black Spots" — Aparece en el álbum demo Antichrist Final Songs.

## Curiosidades
- Marilyn Manson solo canta la mitad de la canción, la otra mitad la cantan coros de mujeres y repiten lo mismo en lo que sobra de la canción.
- En la canción "Antichrist Superstar", en una parte, Marilyn Manson canta uno de los coros mencionados anteriormente. La canción también cuenta con los golpes de bombo-latido que están presentes en "Antichrist Superstar".
- "Cryptorchid" (en español Criptorquidia) se refiere a una condición médica anormal de la anatomía masculina en la que uno o ambos testículos no han podido hundirse en el escroto. En la canción, la condición se emplea como metáfora de "El Gusano" (protagonista del álbum conceptual y una representación metafórica del joven Brian Warner) y sus sentimientos de inseguridad e inferioridad: al final del segundo verso, se escucha cantar a Manson "Me gustaría tener mis bolas".
- En el fondo durante los dos primeros versos, se puede escuchar a Manson diciendo: "Cinco, seis, siete, ocho, los cielos" y "Cuatro, tres, dos, uno, nunca llegan a siete", que podría ser cambiado a inferir y significa que "El gusano" nunca llegará al cielo, ya que, al igual que el 6 representa el infierno, 7 representa el cielo .